# Verreries-de-Moussans
Verreries-de-Moussans è un comune francese di 93 abitanti situato nel dipartimento dell'Hérault nella regione dell'Occitania.

## Società

### Evoluzione demografica
Abitanti censiti